# Tendance floue
Tendance Floue est un collectif de photographes créé en 1991.
Tendance Floue est un collectif de photographes français primé internationalement pour ses réalisations à la croisée du social, du documentaire et de la fiction. Sa création, en 1991, est née d’une volonté de conserver une certaine forme d’indépendance et d’expérimenter une nouvelle manière de “vivre la photographie“. Explorer le monde à contre-courant d’une image globalisée, regarder dans l’ombre des sujets exposés, saisir des instants à part : Tendance Floue est un laboratoire unique en son genre. Depuis plus de trente ans, une indéfinissable alchimie d’idées et d’énergies a permis de créer un langage photographique singulier, et de renouveler le terrain de la narration. 
Presse, édition, exposition, projection, communication institutionnelle : le collectif explore tous les supports de la photographie contemporaine, sans interdits. Tendance Floue est aujourd’hui reconnu comme un acteur majeur de la photographie française et les plus grandes institutions font appel à sa force de créativité collective.

## Un collectif de photographes
La dimension collective est au cœur de l’identité de Tendance Floue : au-delà de leurs projets individuels, les photographes se retrouvent régulièrement autour d’aventures artistiques communes et participent activement au développement de la structure. Confrontation des images, assemblages, combinaisons : du travail mis en commun sort une matière neuve.
« Fondé en 1991, Tendance Floue est emblématique par sa longévité et par son attachement à un modèle qui équilibre statut d’auteur et pratiques collectives. Avec plus d’une quinzaine de membres se retrouvant de façon hebdomadaire, les chantiers collectifs sont nombreux dans le domaine de l’exposition et de l’édition », Michel Poivert, historien de la photographie dans l’ouvrage 50 ans de photographie française de 1970 à nos jours, éditions Textuel, 201.)

## Publications du collectif Tendance Floue
- 1999 : Nous traversons la violence du monde
- 2002 : Nous n'irons plus aux paradis  (ISBN 2951878400)
- 2004 : Nationale Zéro
- 2006 : Sommes-nous ?  (ISBN 2350210529)
- 2007 : Mad in China
- 2008 : Mad in India
- 2009 : Mad in France
- 2011 : Tendance Floue, douze pour un, Actes Sud, coll. « Photo Poche »  (ISBN 9782742796076)
- 2011 : Mad in Sète

## Photographes membres du collectif Tendance Floue
- Pascal Aimar
- Thierry Ardouin
- Sylvie Bonnot
- Denis Bourges
- Clément Charbonnier-Bouet
- Guillaume Chauvin
- Gilles Coulon
- Céline Croze
- Olivier Culmann
- Grégoire Eloy
- Mat Jacob
- Caty Jan
- Yohanne Lamoulère
- Marine Lanier
- Philippe Lopparelli
- Arthur Mercier
- Bertrand Meunier
- Meyer Flou
- Alice Pallot
- Maxime Riché
- Pauline Rousseau
- Flore-Aël Surun
- Patrick Tournebœuf
- Jonas Wibaux
- Alain Willaume